# Captain Beyond
Captain Beyond é uma banda estadunidense de hard rock.

## História
Captain Beyond foi formada em 1972 pelos ex-membros do Iron Butterfly: Rhino, Lee Dorman, Bobby Caldwell, e o primeiro vocalista do Deep Purple, Rod Evans. Pouco tempo depois, assinaram contrato com a Warner. Em 1972 apresentaram o primeiro álbum.
Em 73 lancaram o segundo álbum, mais virado para o hard progressivo.  Devido á pouca receptividade dos fãs, a banda fez uma pausa até 1978, altura em que lançaram o álbum Dawn Explosion, já sem o vocalista Rod Evans.
Seguiram-se anos de desaparecimento, até que em 1998 fizeram algumas participações em festivais europeus.
Em 2000 voltaram a lançar um álbum, Night Train Calling EP.

## Membros

### Fundadores
- Rod Evans – vocais
- Larry Reinhardt – guitarra
- Lee Dorman – baixo
- Bobby Caldwell – bateria

## Discografia

### LPs
- Captain Beyond (1972)
- Sufficiently Breathless (1973)
- Dawn Explosion (1977)

#### EP
- Night Train Calling (2000)

### Ao vivos
- Far Beyond a Distant Sun – Live Arlington, Texas (1973)
  - Frozen Over Live (1973, Bootleg Version)
  - Live In Texas - October 6, 1973 (Official Bootleg, relançado em 2013) [1]
- Live Anthology (Official Bootleg, 2013) [2][3][4]
- Live In Montreux 1972: 04.30.72 (2016)

### Coletâneas
- Lost & Found 1972-1973 (2017)

### Covers e tributos
- Thousand Days of Yesterdays (1999)
- Em 1985, o grupo do US Hi-NRG, The Flirts, lançou um single intitulado "Dancing Madly Backwards" (Alemanha # 46, US Dance # 47). Embora musicalmente e liricamente totalmente diferente, seu refrão é tirado diretamente de "Dancing Madly Backwards (Em um Mar de Ar)" do primeiro álbum de Captain Beyonds.[5]